# Indigofera geminata
Espèce
Synonymes
- Indigofera congolensis "sensu Hutch. & Dalziel, p.p."[1]

Indigofera geminata est une espèce de plantes à fleurs de la famille des Fabaceae et du genre Indigofera, présente en Afrique tropicale.

## Description
C'est une herbe annuelle ramifiée, dont la hauteur est comprise entre 20 et 40 cm.

## Distribution
Elle est présente en Afrique de l'Ouest.

## Habitat
On la rencontre dans les zones littorales et les savanes arbustives à proximité des rochers, dans les jachères, près des habitations.

## Utilisation
Elle est utilisée comme fourrage et en médecine traditionnelle.